# Tipula plutonis
Tipula plutonis är en tvåvingeart som beskrevs av Alexander 1919. Tipula plutonis ingår i släktet Tipula och familjen storharkrankar. Inga underarter finns listade i Catalogue of Life.